# Bartha Attila (közgazdász)
Bartha Attila (Szentes, 1970. július 21. –) magyar közgazdász.

## Életpályája
1990–1995 között a Budapesti Közgazdaságtudományi Egyetem közgazdaság-tudományi szakán tanult. 1996–1998 között a Budapesti Közgazdaságtudományi Egyetem szociológiai mesterszakán tanult. 1997–2006 között a Kopint-Datorg kutatója volt. 2005–2009 között a Magyarországi Európa Társaság alelnöke volt. 2006–2011 között az EUREN európai makrogazdaság-kutatókat tömörítő szakmai szervezet EUREN-News folyóirata szerkesztőbizottságának tagja volt. 2006–2013 között a Debreceni Egyetem doktori képzésében vett részt. 2007-től a Magyar Közgazdasági Társaság Nemzetközi Gazdaság Szakosztály elnökségi tagja. 2007–2011 között a Kopint-TÁRKI kutatási vezetőjeként dolgozott. 2011-től a Magyar Tudományos Akadémia Társadalomtudományi Kutatóközpont Politikatudományi Intézet Kormányzás és Közpolitika Osztály kutatója. 2011–2020 között a kutatóként dolgozott, 2015-től tudományos munkatárs. 2012-től a Közép-európai Egyetem Közpolitikai Tanulmányok Központja külsős kutatója. 2015-ben közgazdaság-tudományi Phd. fokozatot szerzett a Debreceni Egyetemen. 2017–2019 között a Budapesti Corvinus Egyetem Közgazdálkodás- és Közpolitika Tanszék egyetemi adjunktusa volt. 2019-től a Budapesti Corvinus Egyetem Gazdaság- és Közpolitika Intézet egyetemi docense. 2021 óta az Eötvös Loránd Kutatási Hálózat Társadalomtudományi Kutatóközpont tudományos főmunkatársa.

## Díjai
- Kiváló Oktató (2014)